# Les Garçons et Guillaume, à table !
Les Garçons et Guillaume, à table ! is een Frans-Belgische komische film uit 2013 onder regie van Guillaume Gallienne. De film is een bewerking van het gelijknamige (deels autobiografische) toneelstuk dat Guillaume Gallienne eerder schreef. De film nam twee prijzen mee naar huis van het filmfestival van Cannes in 2013; de Art Cinema Award en de Prix SACD. In 2014 werd de film bedacht met 5 Césars.

## Verhaal
Guillaume houdt niet van sport, is bang van paarden en moet weinig hebben van 'stoere mannendingen'. Terwijl zijn oudere broers er regelmatig met zijn vader op uit trekken, zit Guillaume het liefste met zijn moeder op de bank te klessebessen. Guillaume voelt zelf ook wel dat hij anders is en wanneer hij opgroeit, raakt hij er meer en meer van overtuigd dat hij een meisje is. En hij vindt het heerlijk. Groot is de schok als hij zich op een dag - door een uitspraak van zijn moeder - realiseert dat zijn hele familie hem niet als vrouw, maar als homo beschouwt. Dat betekent dat hij een man is.
Zwaar in een identiteitscrisis belandt Guillaume van de ene psychiater bij de andere. Het meest nuttige gesprek heeft hij met een van zijn tantes. Die geeft hem een gouden tip: Als hij zeker wil weten of hij homo is, moet hij dit gewoon een keer uitproberen. Guillaume bezoekt enkele keren een gay-bar en komt tot nieuwe inzichten. De bevestiging dat hij homo is, blijft uit.
Op een avond wordt Guillaume bij een vriendin uitgenodigd voor een etentje en ontmoet hij daar Amandine. Het is liefde op het eerste gezicht. Wanneer hij enige tijd later thuis bij zijn moeder "uit de kast" komt, heeft zijn moeder het daar erg moeilijk mee. Misschien niet eens zo zeer met het feit dat Guillaume uiteindelijk toch geen homo is, maar meer nog vanwege het feit dat ze niet langer de belangrijkste vrouw in zijn leven is.

## Rolverdeling
- Guillaume Gallienne: Guillaume / Moeder van Guillaume
- André Marcon: Vader van Guillaume
- Carole Brenner: Tante van Guillaume
- Renaud Cestre: Broer van Guillaume
- Pierre Derenne: Broer van Guillaume
- Françoise Fabian: Grootmoeder (Babou) van Guillaume

## Trivia
- Tijdens de eindgeneriek vertolkt Arno Vous les femmes (Pauvres diables) van Julio Iglesias.